# Festival di Berlino 1979

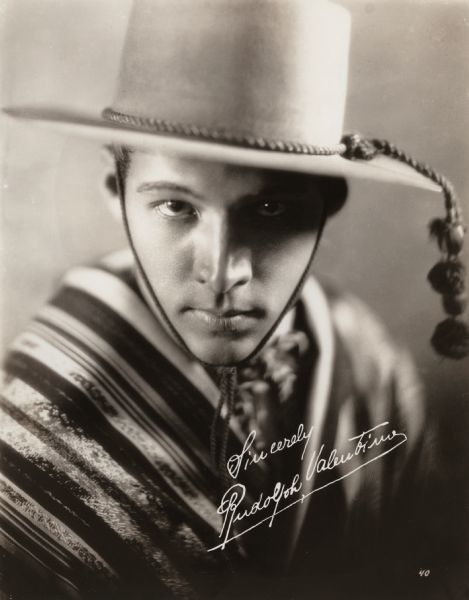
All'attore Rodolfo Valentino è dedicata una delle due retrospettive del festival.

La 29ª edizione del Festival internazionale del cinema di Berlino si è svolta a Berlino dal 20 febbraio al 3 marzo 1979, con lo Zoo Palast come sede principale. Direttore del festival è stato per il terzo e ultimo anno Wolf Donner.
L'Orso d'oro è stato assegnato al film tedesco David di Peter Lilienthal.
Il film di apertura è stato Il matrimonio di Maria Braun di Rainer Werner Fassbinder, per il quale Hanna Schygulla si è aggiudicata l'Orso d'argento per la migliore attrice.
Le retrospettive di questa edizione sono state dedicate ai film musicali e al divo del muto Rodolfo Valentino.

## Storia
(Dichiarazione del comitato di selezione dopo le proteste scatenate dalla proiezione de Il cacciatore)
La Berlinale del 1979 fu l'ultima sotto la direzione di Wolf Donner, in carica da appena due anni e ora in procinto di diventare direttore della sezione culturale per il settimanale Der Spiegel. La decisione sorprese la maggior parte degli osservatori che accolsero con una certa delusione la notizia. Il bilancio del suo breve mandato era stato infatti ritenuto molto positivo: lo spostamento del festival da giugno a febbraio si era rivelato un successo, il pubblico era diventato più giovane, il mercato del cinema si era ampliato, il programma era diventato più vario e la struttura organizzativa più efficiente.
Il consiglio di amministrazione decise di occuparsi direttamente della scelta del successore, senza passare attraverso esperti o comitati di selezione. Tra i nomi che cominciarono a circolare c'erano quelli dei giornalisti Kurt Habernoll, Joe Hembus, Florian Hopf e soprattutto Ulrich Gregor, direttore del Forum internazionale del giovane cinema che come nel 1977 fu ritenuto il favorito. Alla fine la scelta ricadde con approvazione immediata e quasi universale su Moritz de Hadeln, direttore in carica del Festival di Locarno. Con la nomina del nuovo direttore, il consiglio d'amministrazione annunciò un cambiamento nella struttura del festival, il che confermò il ruolo fondamentale di Gregor e portò ad un miglioramento dello status del Forum, oltre ad una partnership di cinque anni con la Freunde der Deutschen Kinemathek.
Nei giorni del festival, Federico Fellini rese noto alla stampa il testo del telegramma inviato a Wolf Donner, nel quale riportava la sua decisione di annullare la presentazione del film Prova d'orchestra: «Apprendo con sorpresa dalla stampa che nonostante il disaccordo già espresso fin dal mese di dicembre avreste deciso di proiettare ugualmente Prova d'orchestra. Fiducioso che il vostro festival non voglia offendere il diritto di un autore di decidere della propria opera, chiedo di annullare la proiezione». Pochi giorni dopo lo stesso Fellini chiarì che la decisione era stata presa dai produttori e distributori del film, che a maggio optarono per la partecipazione fuori concorso al Festival di Cannes.
Dopo la sfortunata edizione del 1970, interrotta anzitempo per le polemiche suscitate dal film O.k. di Michael Verhoeven, un altro scandalo si profilò all'orizzonte quando il 23 febbraio fu proiettato Il cacciatore di Michael Cimino, cosa che scatenò le proteste dei delegati sovietici che lo videro come un "insulto" al popolo vietnamita. I Paesi socialisti presenti si sentirono obbligati a esprimere la loro solidarietà all'"eroico popolo del Vietnam", insistendo che la proiezione del film violava lo statuto del festival in quanto non contribuiva in alcun modo "alla comprensione e amicizia tra i popoli".
Accanto a recensioni positive come quella di Hans-Christoph Blumenberg, che su Die Zeit descrisse il film come "oscuro e magnifico" ed elogiò la prospettiva apolitica e quindi autentica del film, ce ne furono altre più critiche e alcuni osservatori lo accusarono di un latente razzismo. Al termine del festival l'attrice britannica e giurata Julie Christie dichiarò: «Non credo che si possa rappresentare un'intera nazione costituita da sadici ed affermare che lo si sta facendo solo per un effetto drammatico».
Wolf Donner difese la scelta di mostrare il film, definendo la Berlinale «abbastanza libera e tollerante da confrontarsi con argomenti controversi», e il comitato di selezione chiarì in una dichiarazione pubblica che si sarebbe rifiutato di tollerare qualsiasi interferenza nella pianificazione del programma. La delegazione dell'Unione Sovietica ritirò i propri film, subito seguita da quelle di Germania Est, Cuba, Ungheria, Polonia, Cecoslovacchia e Bulgaria, una decisione che secondo il sindaco di Berlino Dietrich Stobbe contrastava «non soltanto con i fondamenti spirituali e le regole del festival ma anche con la tradizione, la quale è sempre stata di tolleranza, apertura e confronto di idee». Anche Michael Cimino lasciò la rassegna, insistendo sul fatto che il suo film non aveva tendenze politiche e ritenendosi non sufficientemente supportato dalla direzione. A differenza del 1970 le polemiche non impedirono però al festival di svolgersi più o meno regolarmente fino alla fine nonostante l'abbandono di due membri della giuria, la cecoslovacca Věra Chytilová e l'ungherese Pál Gábor.
Al fine di minimizzare il danno la direzione del festival si sforzò di portare avanti la proiezione di film specifici, incluso Invito a entrare di Andrzej Wajda, ma alla fine dovette fare i conti con la perdita di quattro film e cinque cortometraggi dal concorso. Il Forum poté contare soprattutto su rassegne dedicate al rinnovato cinema spagnolo e alle produzioni indipendenti dall'India che inclusero quattro film di Mrinal Sen, presente anche in concorso con Parashuram, ma fu il Kinderfilmfest a risentire in modo particolare del boicottaggio. La sezione dedicata al cinema per i ragazzi dovette rinunciare a sette film, pari a quasi la metà del programma. Tra quelli rimasti venne particolarmente apprezzato il film d'avventura Die Vorstadtkrokodile di Wolfgang Becker.

## Giuria internazionale
- Jörn Donner, scrittore, regista, sceneggiatore, attore e produttore (Finlandia) - Presidente di giuria[8]
- Ingrid Caven, attrice e cantante (Germania Ovest)
- Liliana Cavani, regista e sceneggiatrice (Italia)
- Julie Christie, attrice (Regno Unito)
- Georg Alexander (Germania Ovest)
- Paul Bartel, attore, regista e sceneggiatore (Stati Uniti)
- Romain Gary, scrittore e sceneggiatore (Francia)
- Věra Chytilová, regista e sceneggiatrice (Cecoslovacchia)[9]
- Pál Gábor, regista e sceneggiatore (Ungheria)[10]

## Selezione ufficiale

### In concorso
- L'adolescente, regia di Jeanne Moreau (Francia, Germania Ovest)
- Albert - warum?, regia di Josef Rödl (Germania Ovest)
- Alessandria perché? (Iskanderija... lih?), regia di Youssef Chahine (Egitto, Algeria)
- L'amore fugge (L'amour en fuite), regia di François Truffaut (Francia)
- Il boxeur e la ballerina (Movie Movie), regia di Stanley Donen (Stati Uniti, Regno Unito)
- Il cacciatore (The Deer Hunter), regia di Michael Cimino (Stati Uniti)
- Il cuore della foresta (El corazón del bosque), regia di Manuel Gutiérrez Aragón (Spagna)
- David, regia di Peter Lilienthal (Germania Ovest)
- Ernesto, regia di Salvatore Samperi (Italia, Spagna, Germania Ovest)
- Die erste Polka, regia di Klaus Emmerich (Germania Ovest)
- Genèse d'un repas, regia di Luc Moullet (Francia)
- Hardcore, regia di Paul Schrader (Stati Uniti)
- Incontri con uomini straordinari (Meetings with Remarkable Men), regia di Peter Brook (Regno Unito)
- Kassbach - Ein Porträt, regia di Peter Patzak (Austria)
- Kejsaren, regia di Jösta Hagelbäck (Svezia)
- Il matrimonio di Maria Braun (Die Ehe der Maria Braun), regia di Rainer Werner Fassbinder (Germania Ovest)
- Messidoro (Messidor), regia di Alain Tanner (Francia, Svizzera)
- Nosferatu, il principe della notte (Nosferatu: Phantom der Nacht), regia di Werner Herzog (Germania Ovest, Francia)
- Parashuram, regia di Mrinal Sen (India)
- Phantom, regia di René Perraudin e Uwe Schrader (Germania Ovest)
- Il recinto (A ménesgazda), regia di András Kovács (Ungheria)
- Tuta blu (Blue Collar), regia di Paul Schrader (Stati Uniti)
- Ubu, regia di Geoff Dunbar (Regno Unito)
- Vinterbørn, regia di Astrid Henning-Jensen (Danimarca)

### Fuori concorso
- Het verloren paradijs, regia di Harry Kümel (Belgio)

### Forum internazionale del giovane cinema

#### Programma principale
- Anacrusa, regia di Ariel Zúñiga (Messico)
- Un anno con tredici lune (In einem Jahr mit 13 Monden), regia di Rainer Werner Fassbinder (Germania Ovest)
- Baara, regia di Souleymane Cissé (Mali)
- La Battaglia del Cile: Il potere popolare (La batalla de Chile: La lucha de un pueblo sin armas - Tercera parte: El poder popular), regia di Patricio Guzmán (Cile, Cuba)
- Beschreibung einer Insel, regia di Cynthia Beatt e Rudolf Thome (Germania Ovest)
- The Chickens (Al-dajaj), regia di Omar Amiralay (Siria)
- Cinegiornali da Barcellona (1977-1978), selezionati da Marti Rom dell'Istituto di Cinema Catalano
- A Comedy in Six Unnatural Acts, regia di Jan Oxenberg (Stati Uniti)
- Demon, regia di Heinz Emigholz (Germania Ovest)
- The Devil's Cleavage, regia di George Kuchar (Stati Uniti)
- Distretto 13 - Le brigate della morte (Assault on Precinct 13), regia di John Carpenter (Stati Uniti)
- Fad'jal, regia di Safi Faye (Senegal)
- Firat'in cinleri, regia di Korhan Yurtsever (Turchia)
- Flammes, regia di Adolfo Arrieta (Francia)
- Genèse d'un repas, regia di Luc Moullet (Francia)
- Geschichte der Nacht, regia di Clemens Klopfenstein (Svizzera, Francia, Germania Ovest)
- Il gioco della mela (Hra o jablko), regia di Věra Chytilová (Cecoslovacchia)
- Il gregge (Sürü), regia di Zeki Ökten (Turchia)
- Hurrycan, regia di Werner Nekes (Germania Ovest)
- L'hypothèse du tableau volé, regia di Raúl Ruiz (Francia)
- I ilikia tis thalassas, regia di Takis Papagiannidis (Grecia)
- Inside Out, regia di Sheila McLaughlin (Stati Uniti)
- Interview, regia di Mrinal Sen (India)
- Invito a entrare (Zaproszenie do wnetrza), regia di Andrzej Wajda (Polonia, Germania Ovest)
- La macchina cinema, regia di Silvano Agosti, Marco Bellocchio, Sandro Petraglia e Stefano Rulli (Italia)
- Maternale, regia di Giovanna Gagliardo (Italia)
- Miért, avagy a tévések elmentek, regia di János Dömölky (Ungheria)
- Movie Stills, regia di Terry Williams e Victor Faccinto (Stati Uniti)
- Mughamarat batal, regia di Merzak Allouache (Algeria)
- My Way Home, regia di Bill Douglas (Regno Unito)
- Ocaña, retrat intermitent, regia di Ventura Pons (Spagna)
- Omar Gatlato, regia di Merzak Allouache (Algeria)
- Ramdenime interviu pirad sakitkhebze, regia di Lana Gogoberidze (Unione Sovietica)
- Rapunzel Let Down Your Hair, regia di Susan Shapiro, Esther Ronay e Francine Winham (Regno Unito)
- Schwitzkasten, regia di John Cook (Austria)
- Sincerity I, regia di Stan Brakhage (Stati Uniti)
- Sincerity II, regia di Stan Brakhage (Stati Uniti)
- Sincerity III, regia di Stan Brakhage (Stati Uniti)
- Telling Tales, regia di Richard Woolley (Regno Unito)
- Toilette, regia di Friederike Pezold (Germania Ovest, Austria)
- Toque de queda, regia di Iñaki Núñez (Spagna)
- La torna, regia di Francesc Bellmunt (Spagna)
- La vieja memoria, regia di Jaime Camino (Spagna)
- Wodzirej, regia di Feliks Falk (Polonia)

- Film d'animazione di Maria Lassnig
- Art Education, regia di Maria Lassnig (Austria, Stati Uniti)
- Chairs, regia di Maria Lassnig (Austria, Stati Uniti)
- Couples/Paare, regia di Maria Lassnig (Austria, Stati Uniti)
- Encounter, regia di Maria Lassnig (Austria, Stati Uniti)
- Palmistry, regia di Maria Lassnig (Austria, Stati Uniti)
- Self Portrait, regia di Maria Lassnig (Austria, Stati Uniti)
- Shapes/Formen, regia di Maria Lassnig (Austria, Stati Uniti)

#### Film della National Filmschool di Beaconsfield
- Farewell to Mumbo, regia di Sara Jolly (Regno Unito)
- The Go-Blue Girl, regia di Juliana Grigorova (Regno Unito)
- Jump Off, regia di Lucy Harington (Regno Unito)
- Switch-Off, regia di Ruth Carter (Regno Unito)

#### Film della London Film-Makers' Co-op
- Autumn Scenes, regia di William Raban (Regno Unito)
- Cross Section, regia di Guy Sherwin (Regno Unito)
- Five Bar Gate, regia di David Parsons (Regno Unito)
- Focal Lengths, regia di David Parsons (Regno Unito)
- Hackney Marshes, regia di John Smith (Regno Unito)
- Interval, regia di Guy Sherwin (Regno Unito)
- Persisting, regia di Ian Kerr (Regno Unito)
- Still Life, regia di Jenny Okun (Regno Unito)

#### Panorama del nuovo cinema indiano
- Anugraham, regia di Shyam Benegal (India)
- Arvind Desai Ki Ajeeb Dastaan, regia di Saeed Akhtar Mirza (India)
- Bhumika, regia di Shyam Benegal (India)
- Bhuvan Shome, regia di Mrinal Sen (India)
- Dooratwa, regia di Buddhadev Dasgupta (India)
- Jukti, Takko Aar Gappo, regia di Ritwik Ghatak (India)
- Kodiyettam, regia di Adoor Gopalakrishnan (India)
- Il lamento sul sentiero (Pather Panchali), regia di Satyajit Ray (India)
- Mrigayaa, regia di Mrinal Sen (India)
- Oka Oori Katha, regia di Mrinal Sen (India)
- Prisoners of Conscience, regia di Anand Patwardhan (India)

## Premi

### Premi della giuria internazionale
- Orso d'oro: David di Peter Lilienthal
- Orso d'argento, gran premio della giuria: Alessandria perché? di Youssef Chahine
- Orso d'argento per il miglior regista: Astrid Henning-Jensen, per Vinterbørn
- Orso d'argento per la migliore attrice: Hanna Schygulla, per Il matrimonio di Maria Braun di Rainer Werner Fassbinder
- Orso d'argento per il miglior attore: Michele Placido, per Ernesto di Salvatore Samperi
- Orso d'argento per il miglior contributo singolo: ex aequo
Henning von Gierke, per la scenografia di Nosferatu, il principe della notte di Werner Herzog
Sten Holmberg, per la fotografia di Kejsaren di Jösta Hagelbäck
Tutto il team di Il matrimonio di Maria Braun di Rainer Werner Fassbinder
- Orso d'oro per il miglior cortometraggio: Ubu di Geoff Dunbar
- Orso d'argento, premio della giuria (cortometraggi): Phantom di René Perraudin e Uwe Schrader

### Premi delle giurie indipendenti
- Premio FIPRESCI: Albert - warum? di Josef Rödl
Premio FIPRESCI (Forum): ex aequo
La macchina cinema di Silvano Agosti, Marco Bellocchio, Sandro Petraglia e Stefano Rulli
My Way Home di Bill Douglas
- Premio OCIC: Vinterbørn di Astrid Henning-Jensen
Premio OCIC (Forum): Il gregge di Zeki Ökten
- Premio CIDALC: Alessandria perché? di Youssef Chahine
Premio CIDALC UNESCO: Kassbach - Ein Porträt di Peter Patzak
Raccomandazione speciale: David di Peter Lilienthal
- Premio INTERFILM Otto Dibelius:[11] Albert - warum? di Josef Rödl
Raccomandazioni: David di Peter Lilienthal e Parashuram di Mrinal Sen
Premio INTERFILM Otto Dibelius (Forum): Il gregge di Zeki Ökten
Raccomandazioni (Forum): Fad'jal di Safi Faye e Mughamarat batal di Merzak Allouache
Raccomandazioni speciali (Forum): Anacrusa di Ariel Zúñiga e Genèse d'un repas di Luc Moullet
Premio speciale (Forum): My Way Home di Bill Douglas[12]

### Premi dei lettori
- Premio dei lettori della Berliner Morgenpost: Il matrimonio di Maria Braun di Rainer Werner Fassbinder